# Bray-et-Lû
Bray-et-Lû este o comună franceză, situată în departamentul Val-d'Oise, în regiunea Île-de-France.

## Geografie

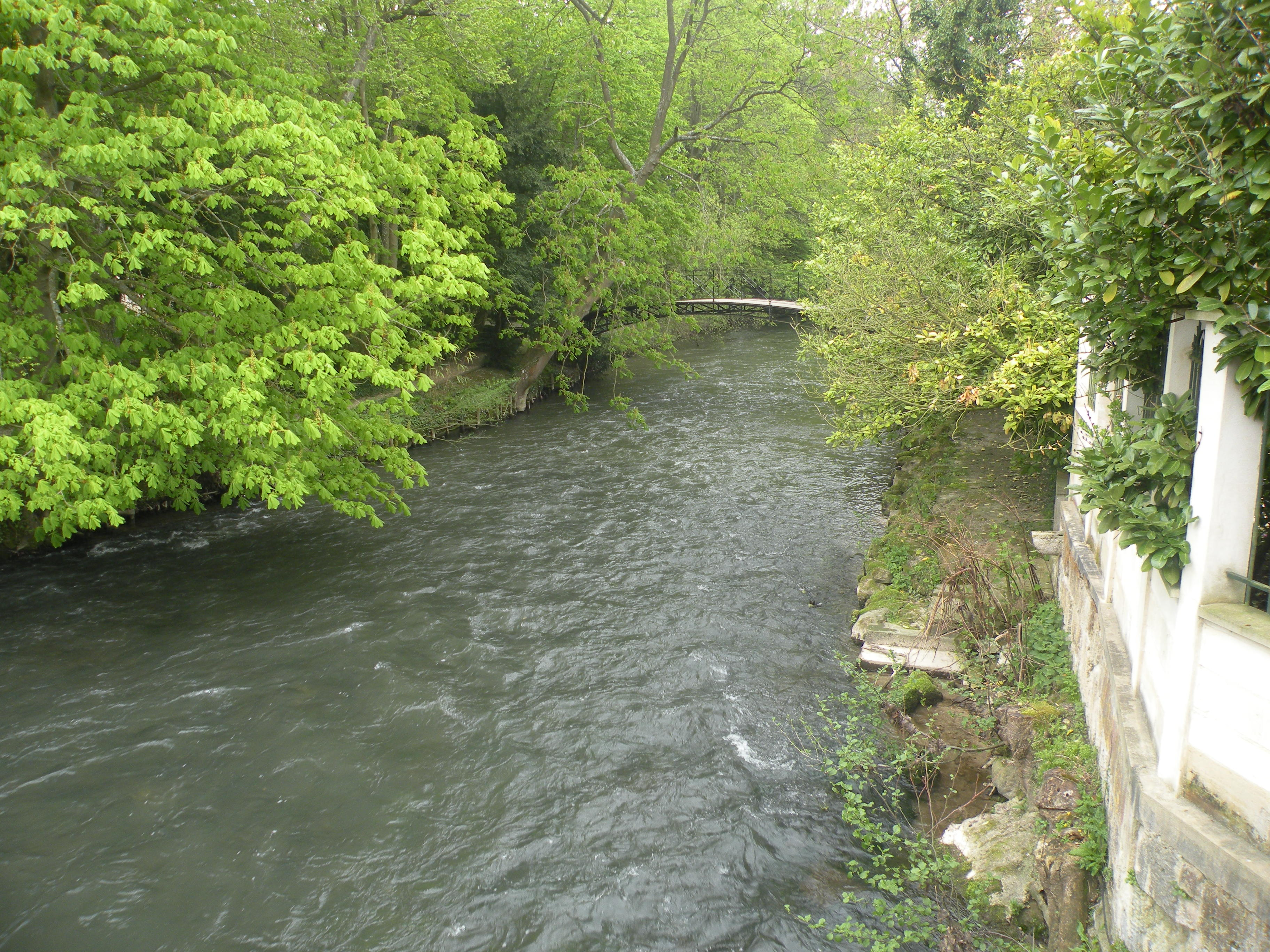
Epte.

Comuna este situată la aproximativ 70 de kilometri nord-vest de Paris, în valea râului Epte, râu care constituie o frontieră cu Normandia încă din anul 911.
Comuna este traversată de linia de cale ferată Gisors - Pacy-sur-Eure, în prezent dezafectată, care avea o stație în gara Bray-Écos.
O parte a istoriei economice a comunei se bazează pe existența de lungă durată a unei turnătorii specializate în metale neferoase (în acest caz, zinc), aparținând unui grup multinațional cu capital belgian, Umicore (turnătoria era cunoscută anterior sub numele de Vieille Montagne). Această unitate de producție angajează și în prezent aproximativ 180 de salariați.
În acest oraș, Aubette de Magny își încheie cursul și se varsă în râul Epte.

### Comune limitrofe
| Dampsmesnil (Vexin-sur-Epte) (Eure)    | Montreuil-sur-Epte | Ambleville |
| Bus-Saint-Rémy (Vexin-sur-Epte) (Eure) |                    |            |
|                                        | Amenucourt         | Chaussy    |

### Clima
În 2010, clima din comuna Courgent era de tip oceanic al câmpiilor din Centru și de Nord, conform unui studiu a CNRS care se baza pe o serie de date care acoperă perioada 1971-2000. În 2020, Météo-France a publicat o tipologie a climei din Franța metropolitană în care comuna este expusă la un climat oceanic și se încadrează în regiunea climatică sud-vestică a bazinului parizian, caracterizată prin precipitații scăzute, în special în primăvară (120 până la 150 mm) și un iarnă rece (3,5 °C).
Pentru perioada 1971-2000, temperatura medie anuală este de 11 °C, cu o amplitudine termică anuală de 14,4 °C. Cantitatea medie anuală de precipitații este de 673 mm, cu 11,6 zile de precipitații în ianuarie și 7,9 zile în iulie. Pentru perioada 1991-2020, temperatura medie anuală observată la stația meteorologică situată în comuna Étrépagny la 19 km distanță în linie dreaptă, este de 11,3 °C, iar cantitatea medie anuală de precipitații este de 774,0 mm. Pentru viitor, parametrii climatici estimati pentru comună pentru anul 2050, conform diferitelor scenarii de emisii de gaze cu efect de seră, pot fi consultati pe un site dedicat publicat de Météo-France în noiembrie 2022.

## Urbanism

### Tipologie
La 1 ianuarie 2024, Bray-et-Lû este clasificată drept târg rural, conform noii grile comunale de densitate în șapte niveluri definită de INSEE (Institutul Național de Statistică și Studii Economice) în 2022. Este situată în afara unității urbane. În plus, comuna face parte din zona metropolitană a Parisului, fiind o comună din coroana acestei zone. Această zonă cuprinde 1.929 de comune.

## Toponimie
Bray: derivă dintr-un cuvânt galic, „braium”, care înseamnă „mlăștinos”.
Lû: provine din „lût” sau „lutium”, având semnificația de „noroi”.

## Istorie
Menhirul La Pierre-Fiche, acum dispărut, era unul dintre cele mai vechi dovezi ale ocupării acestei localități.
Istoricii sunt de acord că originea localității Bray trebuie să fie foarte veche, datorită poziției sale favorabile în valea râului Epte. De asemenea, ei presupun că satul, situat la granița Normandiei, a fost adesea devastat în timpul luptelor îndelungate dintre Franța și Anglia. Într-adevăr, existau trei fortărețe feudale: cea de la Lû, care a fost transformată în locuință, cea de la Bray, situată în vârful insulei, și cea de la Baudemont, amplasată pe vârful unei stânci.
Domnii din Bray, d'Aincourt și de Saint-Clair au participat la cucerirea normandă a Angliei sub conducerea lui Wilhelm Cuceritorul. De altfel, într-un document semnat de Wilhelm și de mai mulți nobili de rang înalt, apare numele lui Guillaume de Bray. Înainte de bătălia de la Brenneville, Ludovic al VI-lea a încredințat apărarea orașului Les Andelys la patru dintre cei mai curajoși camarazi ai săi: Godefroy de Serans, Baudry de Bray, Enguerrand de Trie și Albert de Boury.
Bray aparținea odinioară de baronia Baudemont, care s-a aflat pentru o perioadă sub dominație anglo-normandă, în timp ce Lû era o seniorie independentă.
În secolul al XII-lea, Bray era un oraș care avea o leprozerie și o piață, iar aici au fost descoperite morminte de piatră. În 1147, biserica sa aparținea abației din Thiron.
Castelul din Bray a fost refugiul călugărițelor de la Villarceaux în timpul Revoluției Franceze.
Bray-et-Lû era locul de ședere preferat al pictorului abstract Pierre Tal Coat și al poetului Paul Éluard, care locuiau acolo în mod regulat.
Charles-Ferdinand de Brossard de Runneval, fost gardă de corp al „Monsieur” (Ludovic al XVIII-lea), adică fratele regelui Ludovic al XVI-lea, a trăit în această comună. Devenit primar al localității Bray-et-Lû, și-a păstrat funcția timp de cincizeci și doi de ani. Stela sa, care include motive ale mormintelor romane, este tipică pentru arhitectura funerară de la începutul secolului al XIX-lea.

## Populația și societatea

### Date demografice
Evoluția numărului de locuitori este cunoscută prin recensămintele populației efectuate în comuna respectivă începând din 1793. Pentru comunele cu mai puțin de 10 000 de locuitori, un recensământ al întregii populații este realizat la fiecare cinci ani, populațiile legale pentru anii intermediari fiind estimate prin interpolare sau extrapolare.
În 2021, comuna număra 960 locuitori, în creștere cu +1,05 % față de 2015 (Val-d'Oise: +3,39 %, Franța fără Mayotte: +1,84%).
| An        | 1793 | 1821 | 1841 | 1856 | 1876 | 1886 | 1901 | 1921 | 1936 | 1962 | 1982 | 2006 | 2014 | 2021 |
| --------- | ---- | ---- | ---- | ---- | ---- | ---- | ---- | ---- | ---- | ---- | ---- | ---- | ---- | ---- |
| Populație | 144  | 132  | 215  | 246  | 313  | 376  | 388  | 440  | 447  | 525  | 521  | 911  | 975  | 960  |

## Cultură locală și patrimoniu

### Locuri și monumente
- Biserica Notre-Dame, situată în piața Bisericii[27]
- Fostul castel, astăzi casă de bătrâni
- Vila Bourjolly (1850), în prezent restaurant
- Crucea fostei leprozerii, la intersecția drumurilor RD 37 / RD 142, la intrarea estică a satului
- Ferma domeniului Lû, în cătunul cu același nume
- Fost uscător de hamei, pe domeniul Lû
- Fost gater, în cătunul Pont-Rû
- Un colegiu și-a deschis porțile la începutul anului școlar 2005.